# Unión Internacional para la Protección de las Obtenciones Vegetales
La Unión Internacional para la Protección de las Obtenciones Vegetales (UPOV; en inglés, International Union for the Protection of New Varieties of Plants; y en francés, Union Internationale pour la Protection des Obtentions Végétales) es una organización intergubernamental no perteneciente a las Naciones Unidas, con sede en Ginebra, Suiza. Su objetivo es proporcionar un sistema eficaz de protección de las obtenciones vegetales. Para ello, define un modelo de reglamento que debe ser aplicado por sus miembros en sus respectivas legislaciones nacionales.
El secretario general de la UPOV es Daren Tang  (nombrado el 1 de octubre de 2020) y el vicesecretario general es Peter Button.
La UPOV fue establecida por el Convenio Internacional para la Protección de las Obtenciones Vegetales. Este convenio fue adoptado en París, el 2 de diciembre de 1961, y entró en vigor el 10 de agosto de 1968. Fue revisado en 1972 (UPOV 61), en 1978 (UPOV 78) y finalmente en 1991 (UPOV 91), oportunidades en que se han fortalecido los derechos de los obtentores.

## Historia
La UPOV fue creada por el Convenio Internacional para la Protección de las Obtenciones Vegetales (UPOV 61). Este convenio se adoptó en París en 1961 y se revisó en 1972, 1978 y 1991.
La iniciativa para la fundación de la UPOV partió de las empresas europeas de fitomejoramiento, que en 1956 convocaron una conferencia para definir los principios básicos de la protección de las obtenciones vegetales. La primera versión del convenio de la UPOV fue ratificada en 1961 por seis países occidentales industrializados: Dinamarca, Francia, Alemania, los Países Bajos, Suecia y el Reino Unido. En 1990, sólo 14 países formaban parte del convenio, siendo Sudáfrica, en régimen de apartheid, el único país del hemisferio sur. A partir de mediados de los años 90, cada vez más países de América Latina, Asia y África se adhirieron al convenio. Una de las razones de esta evolución podría ser el Acuerdo sobre los ADPIC, que obligaba a los miembros de la OMC a introducir la protección de las obtenciones vegetales en la legislación nacional. Posteriormente, muchos países se han visto obligados a adherirse a la UPOV mediante cláusulas específicas en los acuerdos comerciales bilaterales, en particular con la UE, Estados Unidos, Japón y la AELC. El Acuerdo sobre los ADPIC no exige la adhesión a la UPOV, pero ofrece la posibilidad de definir un sistema sui generis para la protección de las obtenciones vegetales (como es el caso de India). En cambio, las cláusulas de los acuerdos de libre comercio son más amplias y suelen exigir la adhesión a la UPOV.
Aunque las versiones anteriores del convenio han sido sustituidas, el UPOV 78 y el UPOV 91 coexisten. Los miembros actuales son libres de decidir si quieren ratificar el UPOV 91 o quedarse con el UPOV 78, mientras que los nuevos miembros tienen que adherirse a la versión más restrictiva de 1991.

## Miembros
Al 2 de febrero del 2022, dos organizaciones intergubernamentales y 76 países son miembros de la UPOV: Organización Africana de la Propiedad Intelectual, Albania, Argentina, Australia, Austria, Azerbaiyán, Bielorrusia, Bélgica, Bolivia, Bosnia y Herzegovina, Brasil, Bulgaria, Canadá, Chile, China, Colombia, Costa Rica, Croacia, República Checa, Dinamarca, República Dominicana, Ecuador, Egipto, Estonia, Unión Europea, Finlandia, Francia, Georgia, Alemania, Ghana,Guatemala, Hungría, Irlanda, Islandia, Israel, Italia, Japón, Jordania, Kenia, Kirguistán, Letonia, Lituania, México, Moldavia, Montenegro, Marruecos, Países Bajos, Nicaragua, Macedonia del Norte, Noruega, Omán, Panamá, Paraguay, Perú, Polonia, Portugal, Corea del Sur, Rumanía, Rusia, Serbia, Singapur, Eslovaquia, Eslovenia, Sudáfrica, Suecia, Suiza, Tanzania, Trinidad y Tobago, Túnez, Turquía, Ucrania, Reino Unido, Estados Unidos de América (con una reserva), Uruguay, Uzbekistán y Vietnam.
| Año  | País                                              | Fecha                    | Versión del acta |
| ---- | ------------------------------------------------- | ------------------------ | ---------------- |
| 1968 | Alemania                                          | 10 de agosto de 1968     | 1991             |
| 1968 | Países Bajos                                      | 10 de agosto de 1968     | 1991             |
| 1968 | Reino Unido                                       | 10 de agosto de 1968     | 1991             |
| 1968 | Dinamarca                                         | 4 de octubre de 1968     | 1991             |
| 1971 | Francia                                           | 3 de octubre de 1971     | 1991             |
| 1971 | Suecia                                            | 17 de diciembre de 1971  | 1991             |
| 1976 | Bélgica                                           | 5 de diciembre de 1976   | 1961 / 1972      |
| 1977 | Italia                                            | 1 de julio de 1977       | 1978             |
| 1977 | Sudáfrica                                         | 6 de noviembre de 1977   | 1978             |
| 1979 | Israel                                            | 12 de diciembre de 1979  | 1991             |
| 1980 | España                                            | 18 de mayo de 1980       | 1991             |
| 1981 | Estados Unidos de América                         | 8 de noviembre de 1981   | 1991             |
| 1981 | Irlanda                                           | 8 de noviembre de 1981   | 1991             |
| 1981 | Nueva Zelanda                                     | 8 de noviembre de 1981   | 1978             |
| 1982 | Japón                                             | 3 de septiembre de 1982  | 1991             |
| 1983 | Hungría                                           | 16 de abril de 1983      | 1991             |
| 1989 | Australia                                         | 1 de marzo de 1989       | 1991             |
| 1989 | Polonia                                           | 11 de noviembre de 1989  | 1991             |
| 1991 | Canadá                                            | 4 de marzo de 1991       | 1991             |
| 1993 | Eslovaquia                                        | 1 de enero de 1993       | 1991             |
| 1993 | República Checa                                   | 1 de enero de 1993       | 1991             |
| 1993 | Finlandia                                         | 16 de abril de 1993      | 1991             |
| 1993 | Noruega                                           | 13 de septiembre de 1993 | 1978             |
| 1994 | Argentina                                         | 25 de diciembre de 1994  | 1978             |
| 1994 | Uruguay                                           | 13 de noviembre de 1994  | 1978             |
| 1995 | Portugal                                          | 14 de octubre de 1995    | 1978             |
| 1995 | Ucrania                                           | 3 de noviembre de 1995   | 1991             |
| 1996 | Chile                                             | 5 de enero de 1996       | 1978             |
| 1996 | Colombia                                          | 13 de septiembre de 1996 | 1978             |
| 1997 | Paraguay                                          | 8 de febrero de 1997     | 1978             |
| 1997 | Ecuador                                           | 8 de agosto de 1997      | 1978             |
| 1997 | México                                            | 9 de agosto de 1997      | 1978             |
| 1998 | Trinidad y Tobago                                 | 30 de enero de 1998      | 1978             |
| 1998 | Bulgaria                                          | 24 de abril de 1998      | 1991             |
| 1998 | Rusia                                             | 24 de abril de 1998      | 1991             |
| 1998 | Moldavia                                          | 28 de octubre de 1998    | 1991             |
| 1999 | China                                             | 23 de abril de 1999      | 1978             |
| 1999 | Kenia                                             | 13 de mayo de 1999       | 1991             |
| 1999 | Bolivia                                           | 21 de mayo de 1999       | 1978             |
| 1999 | Brasil                                            | 23 de mayo de 1999       | 1978             |
| 1999 | Panamá                                            | 23 de mayo de 1999       | 1991             |
| 1999 | Eslovenia                                         | 29 de julio de 1999      | 1991             |
| 2000 | Kirguistán                                        | 26 de julio de 2000      | 1991             |
| 2000 | Estonia                                           | 24 de septiembre de 2000 | 1991             |
| 2001 | Rumanía                                           | 16 de marzo de 2001      | 1991             |
| 2001 | Croacia                                           | 1 de septiembre de 2001  | 1991             |
| 2001 | Nicaragua                                         | 6 de septiembre de 2001  | 1978             |
| 2002 | Corea del Sur                                     | 7 de enero de 2002       | 1991             |
| 2002 | Letonia                                           | 30 de agosto de 2002     | 1991             |
| 2003 | Bielorrusia                                       | 5 de enero de 2003       | 1991             |
| 2003 | Túnez                                             | 31 de agosto de 2003     | 1978             |
| 2003 | Lituania                                          | 10 de diciembre de 2003  | 1991             |
| 2004 | Singapur                                          | 30 de julio de 2004      | 1991             |
| 2004 | Jordania                                          | 24 de octubre de 2004    | 1991             |
| 2004 | Uzbekistán                                        | 14 de noviembre de 2004  | 1991             |
| 2004 | Azerbaiyán                                        | 9 de diciembre de 2004   | 1991             |
| 2005 | Unión Europea                                     | 29 de julio de 2005      | 1991             |
| 2005 | Albania                                           | 15 de octubre de 2005    | 1991             |
| 2006 | Islandia                                          | 3 de mayo de 2006        | 1991             |
| 2006 | Marruecos                                         | 8 de octubre de 2006     | 1991             |
| 2006 | Vietnam                                           | 24 de diciembre de 2006  | 1991             |
| 2007 | República Dominicana                              | 16 de junio de 2007      | 1991             |
| 2007 | Turquía                                           | 18 de noviembre de 2007  | 1991             |
| 2008 | Georgia                                           | 29 de noviembre de 2008  | 1991             |
| 2009 | Costa Rica                                        | 12 de enero de 2009      | 1991             |
| 2009 | Omán                                              | 22 de noviembre de 2009  | 1991             |
| 2011 | Ex-República Yugoslava de Macedonia               | 4 de mayo de 2011        | 1991             |
| 2011 | Perú                                              | 8 de agosto de 2011      | 1991             |
| 2013 | Serbia                                            | 5 de enero de 2013       | 1991             |
| 2014 | Organización Africana de la Propiedad Intelectual | 10 de julio de 2014      | 1991             |
| 2015 | Montenegro                                        | 24 de septiembre de 2015 | 1991             |
| 2015 | Tanzania                                          | 22 de noviembre de 2015  | 1991             |
| 2016 | Kenia                                             | 11 de abril de 2016      | 1991             |
| 2017 | Bosnia y Herzegovina                              | 10 de noviembre de 2017  | 1991             |
| 2019 | Egipto                                            | 1 de diciembre de 2019   | 1991             |
| 2021 | Ghana                                             | 3 de diciembre de 2021   | 1991             |
| 2021 | San Vicente y las Granadinas                      | 22 de marzo de 2021      | 1991             |

Para que un país o una organización intergubernamental se convierta en miembro, tiene que aplicar los requisitos del propio convenio en la legislación nacional. La secretaría de la UPOV analiza la reglamentación de la protección de las obtenciones vegetales en la legislación nacional, y formula una recomendación al consejo sobre si se debe conceder o no la condición de miembro al solicitante.
En el pasado se ha denegado la condición de miembro a varios países porque sus leyes nacionales de protección de las obtenciones vegetales concedían excepciones a los agricultores de subsistencia para reutilizar e intercambiar semillas.

## Sistema de protección
El convenio define tanto cómo debe regirse y funcionar la organización, así como los conceptos básicos de protección de las obtenciones vegetales que deben incluirse en las leyes internas de los miembros de la unión. Estos conceptos incluyen:
- Los criterios de protección de las nuevas variedades: novedad, distinción, homogeneidad y estabilidad.

- El proceso de solicitud de una concesión.
- Derechos de propiedad intelectual conferidos a un obtentor autorizado.
- Excepciones a los derechos conferidos al obtentor.
- Duración requerida del derecho de obtentor.
- Eventos en los que debe declararse la nulidad del derecho de obtentor.

Para que se otorguen los derechos de obtentor, se debe demostrar que la variedad en cuestión es nueva. Esto significa que la variedad vegetal no puede haber estado disponible previamente por más de un año en el país del solicitante, o por más de cuatro años en cualquier otro país o territorio. La variedad también debe presentar distinción (D), es decir, fácilmente distinguible a través de ciertas características de cualquier otra variedad conocida (protegida o no). Los otros dos criterios, homogeneidad (H) y estabilidad (E), significan que las plantas individuales de la nueva variedad no deben mostrar más variación en las características relevantes de lo que uno esperaría ver naturalmente, y que las futuras generaciones de la variedad (a través de varias formas de propagación) deben seguir mostrando las características distintivas pertinentes. La UPOV ofrece directrices generales para el examen DHE.
Un obtentor puede solicitar derechos para una nueva variedad en cualquier país miembro de la unión, y puede presentarla en tantos países como desee sin esperar el resultado de solicitudes anteriores. La protección solo se aplica en el país en el que se otorgó, por lo que no existen protecciones recíprocas a menos que los países en cuestión acuerden lo contrario. Existe un derecho de prioridad, y la fecha de solicitud de la primera solicitud presentada en cualquier país es la fecha utilizada para determinar la prioridad. 
Los derechos conferidos al obtentor son similares a los de otros derechos de propiedad intelectual, como las patentes, aunque existen importantes diferencias. Su finalidad es crear un monopolio temporal sobre una variedad vegetal, para permitir a su obtentor amortizar los costes que invirtió para crear esta innovación. Normalmente la creación de una nueva variedad lleva de 10 a 15 años e implica una inversión sustancial. El obtentor debe autorizar cualquier acción realizada en la propagación de la nueva variedad, incluyendo la venta y la comercialización, la importación y la exportación, y el almacenamiento y la reproducción. Esto significa que el obtentor puede, por ejemplo, exigir una tasa de licencia a cualquier empresa interesada en reproducir su variedad para la venta. El obtentor también tiene derecho a dar un nombre a la nueva variedad, basándose en ciertas directrices que impiden que el nombre sea deliberadamente engañoso o demasiado similar al de otra variedad. 
En la convención de 1991 hay cuatro excepciones a los derechos del obtentor que posee una variedad vegetal:
- Excepción de los obtentores: Aunque una variedad esté protegida, puede ser utilizada libremente por otro obtentor como fuente de nuevas variedades, ello sin la autorización del propietario de la variedad original. Con la introducción del Convenio de 1991, esta excepción se ha reducido para excluir las "variedades esencialmente derivadas".[20]

- Excepción de los agricultores: En el Convenio de 1978 se permite implícitamente la reproducción de semillas, así como su intercambio con otros agricultores, ya que el derecho exclusivo del obtentor sólo se extiende a la producción con fines de comercialización.[21] Con el Convenio de 1991 se amplió el alcance de los derechos del obtentor para incluir la multiplicación de una variedad. Sin embargo, todavía existe una excepción opcional que puede incluirse en la legislación nacional para permitir la reproducción de semillas por parte de los agricultores, pero sólo "dentro de límites razonables y a reserva de la salvaguardia de los intereses legítimos del obtentor", lo que prácticamente significa que los agricultores están obligados a pagar tasas de licencia al obtentor. El único miembro de la UPOV 91 que todavía permite la reproducción gratuita de semillas de algunas especies por parte de los agricultores es Suiza.[22] La secretaría de la UPOV nunca ha evaluado si esta aplicación está en consonancia con el Convenio, ya que Suiza ya era miembro de la UPOV 1978 y las leyes nacionales sólo se analizan para los nuevos miembros y no para los miembros existentes que se actualizan de la UPOV 78 a la UPOV 91.

- Excepción para el uso privado: Mientras que en el UPOV 78 se permite implícitamente el uso privado libre, en el UPOV 91 se ha introducido una excepción explícita obligatoria que permite la reproducción de variedades protegidas para uso privado, tanto por jardineros aficionados como por agricultores de subsistencia.[23] Sin embargo, la excepción se refiere exclusivamente a la producción de un cultivo alimentario que vaya a ser consumido por ese agricultor o jardinero. En cualquier caso, el intercambio o regalo de semillas o material de propagación de variedades protegidas está prohibido.

- Excepción para la investigación: Los actos realizados con fines experimentales quedan excluidos del ámbito de aplicación del derecho de obtentor UPOV 91 algo que estaba implícito en el UPOV 78.[24]

El Convenio de 1991 especifica que el derecho de obtentor debe concederse por un mínimo de 20 años a partir de la fecha de concesión para los cultivos perennes y por un mínimo de 25 años en el caso de las variedades de árboles o vides. En el Convenio de 1978, la duración mínima de los derechos de obtentor es de 15 años para las plantas perennes, y de 18 años para los árboles y las vides.
Por último, existen disposiciones sobre cómo anular los derechos de obtentor concedidos si se determina que son infundados. Es decir, si se descubre después de la concesión de la solicitud que la variedad no es realmente nueva o distinta, o si se descubre que no es homogénea o estable, se anulan los derechos del obtentor. Además, si se descubre que la persona que solicitó la protección de la variedad no es el verdadero obtentor, los derechos se anulan a menos que puedan transferirse a la persona adecuada. Si después de un periodo de protección se descubre que la variedad ya no es homogénea y estable, se anulan los derechos del obtentor.

## Variedades vegetales modificadas genéticamente
La UPOV ha sido actualizada en varias ocasiones para reflejar la evolución de la tecnología y una mayor comprensión de cómo debe funcionar la protección de la propiedad intelectual de las obtenciones vegetales. La última revisión fue en 1991, y mencionó específicamente la ingeniería genética sólo en la medida en que es un método para crear variación. Sólo en el marco del Convenio de la UPOV, los cultivos modificados genéticamente (alimentos transgénicos) y los derechos de propiedad intelectual que se les conceden no difieren de los derechos de propiedad intelectual que se conceden a las variedades criadas tradicionalmente. Es importante señalar que esto incluye necesariamente la capacidad de utilizar las variedades protegidas para la agricultura de subsistencia y para la investigación.
En octubre de 2004 se celebraron en Ginebra dos simposios conjuntos con la Organización Mundial de la Propiedad Intelectual (OMPI). Estos simposios fueron el Simposio OMPI-UPOV sobre los derechos de propiedad intelectual en la biotecnología vegetal (24 de octubre de 2003) y el Simposio OMPI-UPOV sobre la coexistencia de las patentes y los derechos de los obtentores en la promoción de los desarrollos biotecnológicos (25 de octubre de 2003). En ninguno de estos eventos se creó una nueva política, pero se llegó al consenso de que tanto las patentes como los derechos de los obtentores deben combinarse para promover la biotecnología vegetal.
Como una cuestión de su política, UPOV considera que el acceso abierto y sin restricciones a los recursos genéticos de las variedades vegetales protegidas es importante para el desarrollo continuo de nuevas variedades. Esta opinión se indica en la cláusula de "exención de los obtentores" del convenio, como se ha descrito anteriormente, y se reforzó en octubre de 2005 en una respuesta a una notificación del Convenio sobre la Diversidad Biológica.
En abril de 2003, el Convenio sobre la Diversidad Biológica pidió a la UPOV que comentara el uso de las tecnologías de restricción del uso genético (también conocidas peyorativamente como "genes terminator") en relación con la promoción de los derechos de propiedad intelectual. En el resumen de su respuesta, la UPOV afirma que la protección de la propiedad intelectual es necesaria porque los obtentores deben tener la posibilidad de recuperar su inversión de dinero y trabajo en la creación de nuevas variedades, y en ese sentido, las plantas con "genes terminator" pueden seguir siendo aceptadas para su protección si cumplen los demás criterios. Sin embargo, el comentario de la UPOV afirma que el convenio y su sistema de protección son suficientes para proteger los derechos de propiedad intelectual, y que con las protecciones legales adecuadas, tecnologías como los "genes terminator" no deberían ser necesarias.

## Conflictos entre los derechos de los criadores y los derechos de los campesinos
Varias normas internacionales promulgadas por las Naciones Unidas obligan a sus Estados miembros a proteger los derechos de los agricultores a las semillas: El artículo 19 de la Declaración de las Naciones Unidas sobre los Derechos de los Campesinos y Otras Personas que Trabajan en las Zonas Rurales (UNDROP) concede a los campesinos "El derecho a conservar, utilizar, intercambiar y vender las semillas o el material de multiplicación que hayan conservado después de la cosecha". El mismo derecho está codificado en el artículo 9 del Tratado Internacional sobre los Recursos Fitogenéticos para la Agricultura (TIRFAA). Además, el derecho de los campesinos a las semillas también se menciona en el Convenio sobre la Diversidad Biológica y en la Declaración de las Naciones Unidas sobre los Derechos de los Pueblos Indígenas. Las normas de la UPOV violan estos derechos en el caso de las variedades protegidas, ya que a los agricultores sólo se les permite guardar semillas dentro de unos límites muy estrechos y no se les permite intercambiar o vender ninguna semilla, según el acta de UPOV 91.
Dado que la UNDROP y la UNDRIP forman parte de las normas de derechos humanos, son normas de orden superior y, por tanto, prevalecen sobre los derechos de propiedad sobre las semillas, según los expertos en derechos humanos. En consecuencia, los Estados están obligados a revisar las normas de la legislación nacional que violan los derechos de los campesinos y a adaptar los acuerdos comerciales u otras obligaciones intergubernamentales como la UPOV.Vietnam

## Repercusiones en el desarrollo del sector de las semillas y su accesibilidad
Un estudio publicado por la UPOV en 2005 evaluó el impacto de los reglamentos que cumplen con la UPOV en Argentina, China, Kenia, Polonia y Corea del Sur. El estudio encontró que en estos países el número de variedades protegidas de algunos cultivos ha aumentado después de que estos países se hayan adherido a la UPOV. El informe considera que esto es un indicador de que los agricultores y el sector agrícola en su conjunto, se han beneficiado. Sin embargo, el informe no cumple, ni de lejos, con los estándares científicos de las evaluaciones de impacto y ha sido criticado por estar muy sesgado.
Un estudio publicado por las ONGs analizó los efectos de la aplicación de la UPOV 91 en el África francófona en los 11 años posteriores a la adhesión de la OAPI (Organización Africana de la Propiedad Intelectual) a la UPOV. Se descubrió que en los 17 países miembros, sólo 117 variedades vegetales han sido protegidas por primera vez durante este periodo, y que la mitad de ellas ya habían caducado por falta de pago de las tasas. Al menos la mitad de ellas eran variedades que ya estaban disponibles anteriormente. El estudio no constata ningún aumento de las actividades de fitomejoramiento en la región; mientras que el fitomejoramiento por parte del sector público continuó siendo independiente de la protección de las obtenciones vegetales, el de las empresas privadas siguió siendo prácticamente inexistente. En el caso de Islandia, no se ha protegido ninguna variedad nueva desde su adhesión a UPOV 91 en 2006, mientras que en los 10 años anteriores sa su adhesión, se habían protegido 49 variedades.
Un mayor número de variedades protegidas no aumenta automáticamente la accesibilidad de las semillas para los agricultores. En muchos países en desarrollo, la mayoría de las semillas que utilizan los pequeños agricultores proceden del sector de las semillas gestionadas por los agricultores. Con frecuencia, también se guardan, intercambian y venden semillas de variedades protegidas. Como estas prácticas están prohibidas en UPOV 91, los agricultores pierden el acceso a una fuente de semillas barata, mientras que las semillas comerciales siguen siendo inasequibles para muchos. 

## Controversia y repercusiones en el desarrollo y la productividad agrícolas bajo UPOV

### Vietnam
Un estudio encargado por la UPOV estudió los beneficios socioeconómicos de la protección de las variedades vegetales, 10 años después de la adhesión de Vietnam a la UPOV 91. El estudio reveló que la productividad de los tres principales cultivos básicos aumentó durante este periodo: El aumento del rendimiento fue del 18% en el caso del arroz, del 30% en el del maíz y del 43% en el del camote. El estudio sostiene que las variedades mejoradas que se introdujeron gracias a una protección más estricta de las variedades vegetales contribuyeron a esta evolución, y que 74 millones de personas pudieron alimentarse con los camotes adicionales. Sin embargo, en el caso del camote que tuvo las mejores ganancias, no se había protegido ninguna nueva variedad, y también en el caso de los demás cultivos, las ganancias de productividad pueden explicarse con otros factores. Un estudio publicado por una ONG asiática concluye que la aplicación de la UPOV 91 en Vietnam no condujo a un aumento de la inversión en el fitomejoramiento ni a un incremento de la productividad. Por el contrario, fortaleció a los obtentores comerciales internacionales a costa de debilitar a los obtentores públicos y de amenazar al sector de las semillas de los agricultores.

### Críticas y preocupaciones de interés público
Se discute mucho si la UPOV afecta negativamente a la agricultura de los países en desarrollo. Se argumenta que el hecho de que la UPOV se centre en las patentes de variedades vegetales perjudica a los agricultores, ya que no les permite utilizar las semillas conservadas o las de variedades protegidas. Los países con fuertes derechos de los agricultores, como la India, no pueden cumplir con todos los aspectos de la UPOV. François Meienberg, por ejemplo, es de esta opinión, y señala que el sistema de la UPOV tiene desventajas, especialmente para los países en desarrollo, y que en algún momento, la protección empieza a frustrar el desarrollo.
Por otro lado, Rolf Jördens sostiene que la protección de las variedades vegetales es necesaria. Considera que, al adherirse a la UPOV, los países en desarrollo tendrán más acceso a variedades nuevas y mejoradas (mayor rendimiento, mayor resistencia) en lugar de depender de las variedades antiguas o de las razas autóctonas, lo que contribuirá a luchar contra la pobreza y a alimentar a la creciente población mundial.
La UPOV apoya un sistema agrícola claramente orientado a la exportación. En otras palabras, los países en desarrollo que avanzan hacia sistemas compatibles con la UPOV tienden a favorecer a los obtentores que producen para la exportación. El ejemplo de Kenia es revelador en este sentido, ya que, como señala el propio estudio de la UPOV, la mayoría de las variedades son propiedad de productores extranjeros, y son cultivos hortícolas, claramente destinados a la exportación. Cada vez se reconoce más que una dependencia excesiva de la agricultura para la exportación es imprudente.
En 2015 se realizó un estudio para medir el fortalecimiento de la protección de la propiedad intelectual (PI) de las variedades vegetales en 69 países. Los autores encontraron una correlación positiva y significativa entre el fortalecimiento de la protección de la PI y el valor añadido agrícola para los países desarrollados. Sin embargo, no pudieron establecer ninguna correlación significativa para los países en desarrollo.
Es a causa de esta problemática que tendría sentido fomentar el debate, el intercambio de conocimientos y la investigación sobre las repercusiones de la protección de las obtenciones vegetales del tipo UPOV en la agricultura, la soberanía alimentaria, los derechos humanos (en particular, un equilibrio adecuado de los derechos de los agricultores, los derechos de los campesinos y los derechos de los obtentores) y otros objetivos de interés público.
Sin embargo, varios movimientos sociales y organizaciones de la sociedad civil, tales como Oxfam, Red del Tercer Mundo y Vía Campesina han señalado la resistencia de la Secretaría de la UPOV y de los Estados miembros a dialogar con todas las partes interesadas, en particular: manteniendo las reuniones en secreto, al no poner sus documentos a disposición del público, y negando a las organizaciones de agricultores y de las ONGs el estatus de observadores en la UPOV.
Un estudio reciente del profesor Graham Dutfield concluye que la gobernanza de la UPOV se queda corta en muchos aspectos, los funcionarios de la UPOV saben muy poco sobre la agricultura real, y sobre cómo los pequeños agricultores desarrollan realmente nuevas variedades y las producen, y que saben mucho más sobre el fitomejoramiento, aspectos que favorecen a los obtentores comerciales. Así pues, el sistema de la UPOV favorece a los obtentores comerciales frente a los agricultores y productores, al igual que a los intereses privados frente a los públicos.
El Relator Especial de la ONU sobre el Derecho a la Alimentación, Olivier De Schutter, llegó a conclusiones similares en su estudio sobre la UPOV en 2009. Descubrió que los derechos de monopolio relacionados con la propiedad intelectual pueden hacer que los agricultores pobres sean "cada vez más dependientes de insumos caros" y corran el riesgo de endeudarse. Además, el sistema corre el riesgo de descuidar las necesidades de los agricultores pobres en favor de las necesidades de la agroindustria, de poner en peligro los sistemas tradicionales de conservación e intercambio de semillas y de perder la biodiversidad a causa de "la uniformización fomentada por la difusión de las variedades comerciales".
Seis años más tarde, en 2015, esta crítica se reafirmó en un informe comprometido por el Secretario General de la ONU. Llegó a la conclusión de que las disposiciones del acta de 1991 de la UPOV presionaban a los pequeños agricultores. Además, en el informe se afirmaba que las restricciones a los sistemas de gestión de semillas pueden provocar una pérdida de biodiversidad "así como debilitar la base genética de la que todos dependemos para nuestro futuro suministro de alimentos".
El Convenio de la UPOV, en particular el de 1991, es a menudo criticado debido a sus solapamientos, y se considera difícilmente conectable con otros instrumentos jurídicos internacionales existentes y ampliamente ratificados, tales como el Tratado Internacional sobre los Recursos Fitogenéticos para la Alimentación y la Agricultura de la FAO (Tratado sobre Plantas), el Convenio sobre la Diversidad Biológica, o su Protocolo de Nagoya, pero también con la Declaración de las Naciones Unidas sobre los Derechos de los Campesinos y otras personas que trabajan en las zonas rurales, adoptada por la Asamblea General de las Naciones Unidas en 2018.